# Gergithus gravidus
Gergithus gravidus är en insektsart som beskrevs av Melichar 1906. Gergithus gravidus ingår i släktet Gergithus och familjen sköldstritar. Inga underarter finns listade i Catalogue of Life.